# Старое Бобренево

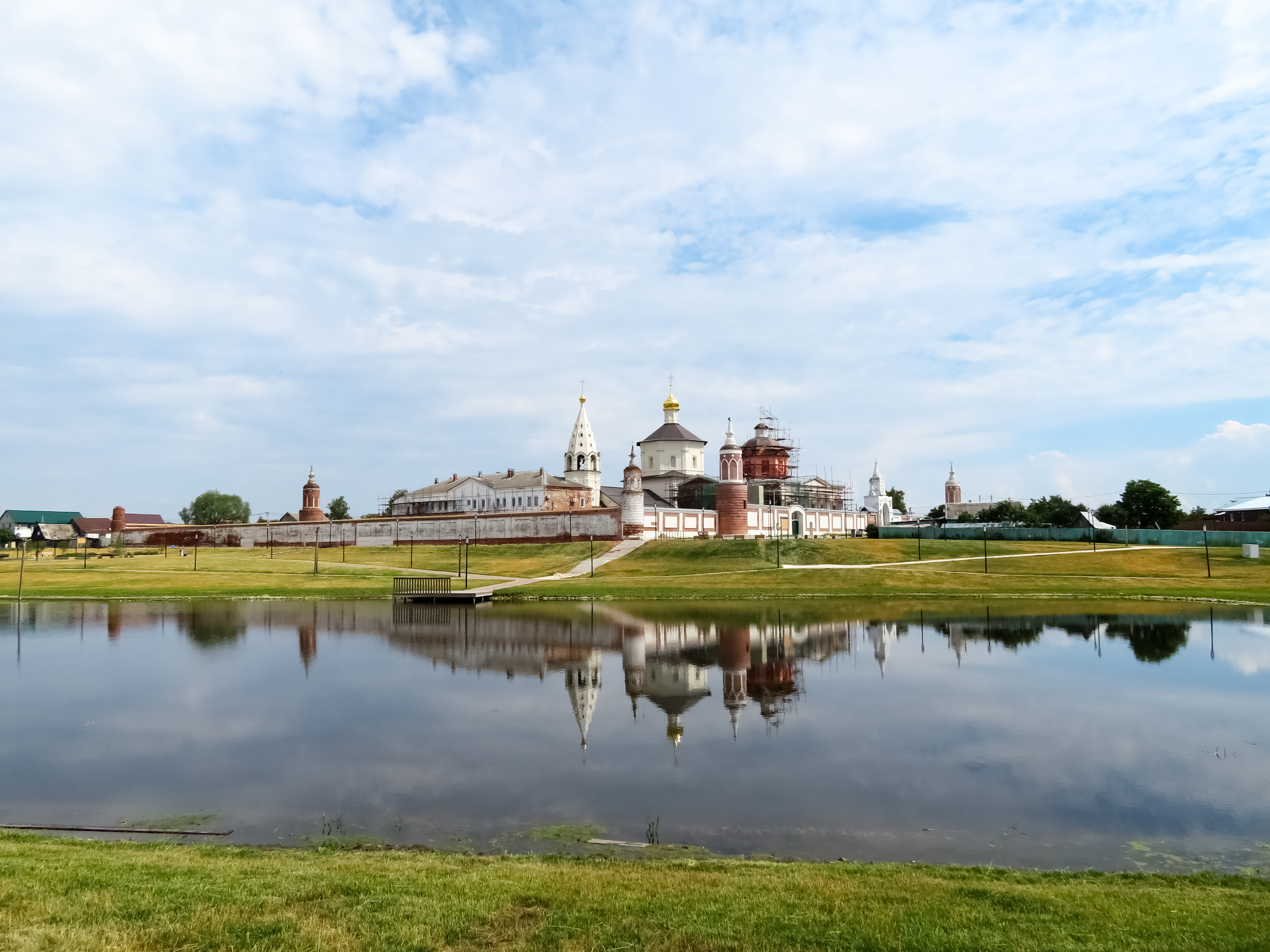
Бобренев монастырь

Старое Бобре́нево — село Хорошовского сельского поселения в Коломенском районе Московской области. Население — 228 чел. (2010).
Проезд: от автовокзала Коломны на автобусе № 30 (рейс «через Радужный») до остановки «Старое Бобренево».

## История
Исторически носило название Бобренево (Бобренева), переименовано в XX веке после появления Нового Бобренева.
По состоянию на 1859 год, значится как казённая деревня Бобренева в 1-м стане Коломенского уезда рядом с Бобреневым монастырём. В деревне было 102 двора, проживало 356 мужчин и 415 женщин. Имелись молельни старообрядцев, фабрика.
По состоянию на 1926 год, деревня Бобренево была центром Бобреневского сельсовета в составе Парфентьевской волости, имелось 200 хозяйств, действовала школа I ступени.

## Население
| 2002 | 2006 | 2010 |
| ---- | ---- | ---- |
| 273  | ↗281 | ↘228 |

## Бобренев монастырь
В селе находится Богородице-Рождественский Бобренев монастырь, основанный в XIV веке. Монастырь действующий. Сохранившиеся постройки — храмы, жилые помещения и стены с башнями — выстроены в XVIII-XIX веках.